# Wahlner Aladár
Wahlner Aladár, Walner Aladár Róbert Győző (Betlér, 1861. február 1. – Budapest, 1930. augusztus 11.) bányamérnök, bányajogász, államtitkár, költő. 

## Élete
Wahlner (Wallner) Károly és Slavnicki/Csávinszky Julianna fia. Selmecbányán végzett, majd jogi akadémiára járt Kassán. 1885-ben kezdte meg pályáját, Oravicán, az ottani bányakapitányságon. 1891-ben besztercebányai bányabiztos, öt év múlva a Pénzügyminisztérium bányahatósági osztályának főbányabiztosa, 1909-ben miniszteri tanácsos, majd öt év múlva főosztályvezető, illetve helyettes államtitkár lett. Tevékeny szerepet vállalt a bányatörvény előkészítésében, illetve a bányászati közigazgatás megszervezésében is, 1899 és 1903 között a törvényt előkészítő bizottság előadója. Bányajogi tanulmányain túl meghatározóak voltak az 1896-tól több mint 20 éven át évente publikált Magyarország bánya- és kohóipara címet viselő ismertetője. A Bányászati és Kohászati Egyesület emlékére alapította a Wahlner Aladár-emlékérmet. Agyvérzésben hunyt el 1930-ban. Neje Fülepp Aranka volt.

## Fő művei
- Költemények (Kassa, 1883);
- A kőszénbányászat jogi szabályozásának reformja (Bány. és Koh. L. 1897);
- Kutatási jogosítványok megszűnéséről (Bány. és Koh. L. 1897);
- Kutatási intézmények reformja (Bány. és Koh. L., 1902);
- Bányarendészet feladatai (Bány. és Koh. L., 1903);
- A bányatörvényjavaslat indokolása (Bp., 1903);
- Magyarország bánya- és kohóipara (1896-tól 1915-ig) (Bány. és Koh. L., 1916);
- Minőségellenőrzés a szénbányászatban (Bp., 1955).